# Waynesville (Missouri)
Waynesville – miasto w Stanach Zjednoczonych, w stanie Missouri, siedziba administracyjna hrabstwa Pulaski.